# Donggwoldo
Donggwoldo (literalmente "Pintando Palacios Orientales") es una pintura coreana representativa de inicios del siglo XIX, describiendo los dos palacios reales, Changdeokgung y Changgyeonggung durante la dinastía Joseon. Donggwol es un nombre alternativo para Changdeokgung, localizado al este del principal palacio real de la dinastía, Gyeongbokgung. Aun así, el cuadro también incluye a Changgyeonggung, un palacio adyacente al anterior.
En 2012, la pintura fue utilizada como base de un proyecto de restauración para el pabellón Buyongjeong en el jardín trasero de Changgyeonggung.

## Características

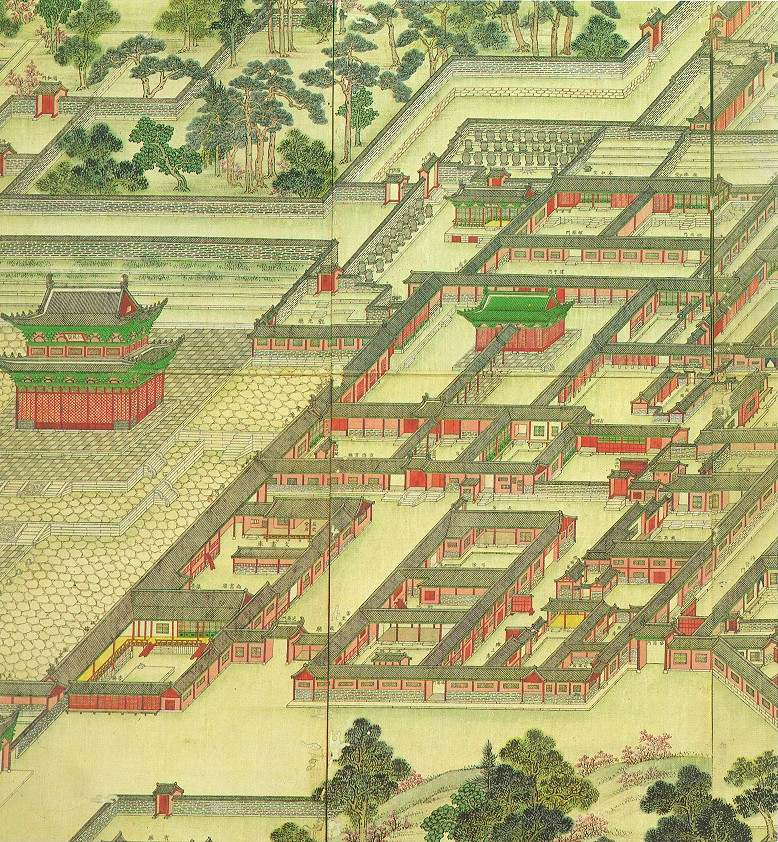
Donggwoldo detalle de Changdeokgung-Seonjeongjeon

La imagen desde una perspectiva de ojo de pájaro captura todas las salidas de los palacios, rodeados de montañas y colinas desde un ángulo superior derecho. Dos versiones de la misma imagen, han sobrevivido hasta el presente; una con un ancho de 583 cm y altura de 274 cm almacenada en el museo de la Universidad de Corea, mientras que la otra con un ancho de 576 cm y altura de 273 se encuentra en el museo de la Universidad Dong-a. Donggwoldo está designado como el Tesoro Nacional 249 de Corea del Sur.
Es una pantalla plegable (byeongpung) hecha de papel, seda y madera. La fecha de creación se presume entre 1826 y 1830, dado el hecho que representa el [pabellón] "Jeonsa", instalado en los 26 año del Rey Sunjo, y el "Gyeongbokjeon", demolido en el año 30 del mismo rey. El autor es desconocido, pero se presume sea un pintor real de Dohwaseo, la oficina gubernamental encargada de pinturas durante ese período. La pintura en sí misma es considerada más como una fuente importante para la investigación de los palacios reales coreanos en lugar de por sus valores artísticos. Dado que la imagen es visualmente más detallada que otras similares, como Donggwoldohyeong (東闕圖形) y Gunggwolji (宮闕志), sirve como evidencia histórica y proporciona muchas pistas a los estudios sobre los planes de construcción y características durante ese período.